# Liste der Bodendenkmäler in Geroldsgrün
Auf dieser Seite sind die Bodendenkmäler in der oberfränkischen Gemeinde Geroldsgrün zusammengestellt. Diese Tabelle ist eine Teilliste der Liste der Bodendenkmäler in Bayern. Grundlage ist die Bayerische Denkmalliste, die auf Basis des Bayerischen Denkmalschutzgesetzes vom 1. Oktober 1973 erstmals erstellt wurde und seither durch das Bayerische Landesamt für Denkmalpflege geführt wird. Die folgenden Angaben ersetzen nicht die rechtsverbindliche Auskunft der Denkmalschutzbehörde.

## Bodendenkmäler in Geroldsgrün
| Lage                         | Objekt | Akten-Nr.     | Bild           |
| ---------------------------- | --- | ------------- | -------------- |
| Burgsteinstraße 7 (Standort) | Vorgängerbauten und Befunde des Mittelalters und der frühen Neuzeit im Bereich der evangelisch-lutherischen Pfarrkirche von Geroldsgrün mit Kirchhofbefestigung. | D-4-5635-0022 | weitere Bilder |
| (Standort)                   | Archäologische Befunde im Bereich von Steinsetzungen wohl des späten Mittelalters.                                                                               | D-4-5635-0030 |                |